# Physetopoda punctata
Physetopoda punctata é uma espécie de insetos himenópteros, mais especificamente de vespas pertencente à família Mutillidae.
A autoridade científica da espécie é Latreille, tendo sido descrita no ano de 1792.
Trata-se de uma espécie presente no território português.